# 75e cérémonie des Rubans d'argent
La 75e cérémonie des Rubans d'argent, organisée par le syndicat national des journalistes cinématographiques italiens, s'est déroulée le 6 juillet 2020, sans public à cause de la pandémie de Covid-19. Elle a récompensé les films italiens sortis en 2019 et 2020.
Les nommés sont annoncés le 27 mai 2020 : les films Storia di vacanze (Favolacce) de Damiano et Fabio D'Innocenzo et Pinocchio de Matteo Garrone sont nommés dans neuf catégories.
Le film Storia di vacanze (Favolacce) de Damiano et Fabio D'Innocenzo remporte cinq récompenses dont celle du meilleur film et du meilleur scénario adapté, alors que le film Pinocchio de Matteo Garrone remporte six récompenses dont celle du meilleur réalisateur et du meilleur acteur dans un second rôle.

## Palmarès

### Meilleur film
- Storia di vacanze (Favolacce) de Damiano et Fabio D'Innocenzo
- Nos plus belles années (Gli anni più belli) de Gabriele Muccino
- Hammamet de Gianni Amelio
- Pour toujours (La dea fortuna) de Ferzan Özpetek
- Pinocchio de Matteo Garrone

### Meilleur réalisateur
- Matteo Garrone pour Pinocchio
- Gianni Amelio pour Hammamet
- Pupi Avati pour Il signor Diavolo
- Cristina Comencini pour Tornare
- Damiano et Fabio D'Innocenzo pour Storia di vacanze (Favolacce)
- Pietro Marcello pour Martin Eden
- Mario Martone pour Il sindaco del Rione Sanità
- Gabriele Muccino pour Nos plus belles années (Gli anni più belli)
- Ferzan Özpetek pour Pour toujours (La dea fortuna)
- Gabriele Salvatores  pour Tutto il mio folle amore

### Meilleur nouveau réalisateur
- Marco D'Amore pour L'immortale
- Stefano Cipani pour Mio fratello rincorre i dinosauri
- Roberto De Feo pour Il nido
- Ginevra Elkann pour Magari
- Carlo Sironi pour Sole
- Igort pour 5 est le numéro parfait (5 è il numero perfetto)

### Meilleure comédie
- Figli de Giuseppe Bonito
- Il primo Natale de Ficarra e Picone
- Lontano lontano de Gianni Di Gregorio
- Odio l'estate de Massimo Venier
- Tolo Tolo de Checco Zalone

### Meilleur producteur
- Agostino Saccà, Giuseppe Saccà, Maria Grazia Saccà, Rai Cinema et Vision Distribution pour Storia di vacanze (Favolacce) et Hammamet
- Marco Belardi, Lotus Production et Paolo Del Brocco, Rai Cinema, 3 Marys Ent. pour Nos plus belles années (Gli anni più belli)
- Attilio De Razza de Tramp Limited, Giampaolo Letta de Medusa Film pour Il primo Natale
- Luca Barbareschi (Eliseo Cinema), Paolo Del Brocco (Rai Cinema) pour J'accuse (film, 2019)
- Matteo Garrone (Archimede Film), Paolo Del Brocco (Rai Cinema) pour Pinocchio

### Meilleur scénario original
- Pupi Avati, Antonio Avati et Tommaso Avati pour Il signor Diavolo
- Giulio Base pour Bar Giuseppe
- Emanuela Rossi pour Buio
- Daniele Costantini pour Il grande salto
- Donato Carrisi pour L'uomo del labirinto

### Meilleur scénario adapté
- Damiano et Fabio D'Innocenzo pour Storia di vacanze (Favolacce)
- Mario Martone et Ippolita Di Majo pour Il sindaco del Rione Sanità
- Gianni Romoli, Silvia Ranfagni et Ferzan Özpetek pour Pour toujours (La dea fortuna)
- Pietro Marcello et Maurizio Braucci pour Martin Eden
- Umberto Contarello et Sara Mosetti pour  Tutto il mio folle amore

### Meilleur acteur
- Pierfrancesco Favino pour Hammamet
- Stefano Accorsi et Edoardo Leo pour Pour toujours (La dea fortuna)
- Luca Marinelli pour Martin Eden
- Francesco Di Leva pour Il sindaco del Rione Sanità
- Kim Rossi Stuart pour Nos plus belles années (Gli anni più belli)

### Meilleure actrice
- Jasmine Trinca pour Pour toujours (La dea fortuna)
- Giovanna Mezzogiorno pour Tornare
- Micaela Ramazzotti pour Nos plus belles années (Gli anni più belli)
- Lunetta Savino pour Rosa
- Lucia Sardo pour Picciridda

### Meilleur acteur dans un second rôle
- Roberto Benigni pour Pinocchio
- Carlo Buccirosso pour 5 est le numéro parfait (5 è il numero perfetto)
- Carlo Cecchi pour Martin Eden
- Massimiliano Gallo et Roberto De Francesco pour Il sindaco del Rione Sanità
- Massimo Popolizio pour Il primo Natale et Il ladro di giorni

### Meilleure actrice dans un second rôle
- Valeria Golino pour 5 est le numéro parfait (5 è il numero perfetto) et Portrait de la jeune fille en feu
- Barbara Chichiarelli pour Storia di vacanze (Favolacce)
- Matilde Gioli pour Gli uomini d'oro
- Benedetta Porcaroli pour 18 cadeaux (18 regali)
- Alba Rohrwacher pour Magari

### Meilleur acteur dans une comédie
- Valerio Mastandrea pour  Figli
- Luca Argentero pour Brave ragazze
- Giorgio Colangeli pour Lontano lontano
- Giampaolo Morelli pour 7 ore per farti innamorare
- Gianmarco Tognazzi pour Sono solo fantasmi

### Meilleure actrice dans une comédie
- Paola Cortellesi pour  Figli
- Antonella Attili pour Tolo Tolo
- Anna Foglietta pour D.N.A. - Decisamente non adatti
- Lucia Mascino pour Odio l'estate
- Serena Rossi pour Brave ragazze et 7 ore per farti innamorare

### Meilleure photographie
- Paolo Carnera pour Storia di vacanze (Favolacce)
- Luan Amelio pour Hammamet
- Daniele Ciprì pour Il primo Natale
- Daria D'Antonio pour Tornare et Il ladro di giorni
- Italo Petriccione pour Tutto il mio folle amore

### Meilleure scénographie
- Dimitri Capuani pour Pinocchio
- Emita Frigato et Paola Peraro pour Storia di vacanze (Favolacce)
- Giuliano Pannuti pour Il signor Diavolo
- Luca Servino pour Martin Eden
- Tonino Zera pour L'uomo del labirinto

### Meilleurs costumes
- Massimo Cantini Parrini pour Pinocchio et Storia di vacanze (Favolacce)
- Cristina Francioni pour Il primo Natale
- Alessandro Lai pour Tornare
- Andrea Cavalletto pour Martin Eden
- Nicoletta Taranta pour 5 est le numéro parfait (5 è il numero perfetto)

### Meilleur montage
- Marco Spoletini pour Pinocchio et Villetta con ospiti
- Esmeralda Calabria pour Storia di vacanze (Favolacce)
- Jacopo Quadri pour Il sindaco del Rione Sanità
- Patrizio Marone pour L'immortale
- Claudio Di Mauro pour Nos plus belles années (Gli anni più belli) et 18 cadeaux (18 regali)

### Meilleur son
- Maricetta Lombardo pour Pinocchio
- Maurizio Argentieri pour Il sindaco del Rione Sanità et Tornare
- Gianluca Costamagna pour L'immortale
- Denny De Angelis pour Martin Eden
- Gilberto Martinelli pour Tutto il mio folle amore

### Meilleure musique
- Brunori Sas pour Odio l'estate
- Pasquale Catalano pour Pour toujours (La dea fortuna)
- Dario Marianelli pour Pinocchio
- Mauro Pagani pour Tutto il mio folle amore
- Nicola Piovani pour Nos plus belles années (Gli anni più belli)

### Meilleure chanson originale
- Che vita meravigliosa (musique, texte et interprétation de Diodato) pour Pour toujours (La dea fortuna)
- Gli anni più belli (musique, texte et interprétation de Claudio Baglioni) pour Nos plus belles années (Gli anni più belli)
- Il ladro di giorni (musique, texte de Alessandro Nelson Garofalo, interprétation de Nero Nelson et Claudio Gnut) pour Il ladro di giorni
- Rione Sanità (musique, texte et interprétation de Ralph P.) pour Il sindaco del Rione Sanità
- Un errore di distrazione (musique, texte et interprétation de Brunori Sas) pour L'ospite
- We Come From Napoli  (texte et interprétation de Liberato) pour Ultras

### Prix Nino Manfredi
- Claudio Santamaria pour Tutto il mio folle amore et Nos plus belles années (Gli anni più belli)

### Ruban d'argent pour la carrière
- Toni Servillo

### Ruban d'argent européen
- Pedro Almodóvar pour Douleur et Gloire

### Ruban d'or
- Vittorio Storaro